# Halticotoma brunnea
Halticotoma brunnea är en insektsart som beskrevs av Knight 1968. Halticotoma brunnea ingår i släktet Halticotoma och familjen ängsskinnbaggar. Inga underarter finns listade i Catalogue of Life.